# Coupe du monde de tir à l'arc de 2013
Navigation
Édition précédente Édition suivante
La coupe du monde de tir à l'arc de 2013 est la huitième édition annuelle de la coupe du monde organisée par la World Archery Federation (WA). Elle regroupe des compétitions individuelles, par équipes et mixtes dans les catégories d'arc classique et arc à poulies. 
Quatre compétitions de qualification ont lieu entre mai et août pour chacune des catégories et les meilleurs archers sont qualifiés pour les finales fin septembre à Paris sur la place du Trocadéro au pied de la Tour Eiffel. Toutes les épreuves se déroulent en extérieur avec des cibles se situant à 70 m pour l'arc classique et 50 m pour l'arc à poulies. Le format des épreuves reste identique au tir à l'arc aux Jeux olympiques pour l'arc classique.

## Calendrier
| Étape  | Date                       | Lieu           |
| ------ | -------------------------- | -------------- |
| 1re    | du 13 au 19 mai 2013       | Shanghai (CHN) |
| 2e     | du 10 au 16 juin 2013      | Antalya (TUR)  |
| 3e     | du 15 au 21 juillet 2013   | Medellín (COL) |
| 4e     | du 19 au 25 août 2013      | Wrocław (POL)  |
| Finale | du 21 au 22 septembre 2013 | Paris (FRA)    |

## Résultats des étapes qualificatives
Voici le classement des archers pour les différentes étapes de qualifications dans toutes les épreuves,,,.

### Classique masculin
| Lieu     | Or                         | Argent                    | Bronze                    |
| -------- | -------------------------- | ------------------------- | ------------------------- |
| Shanghai | Oh Jin-hyek Corée du Sud   | Jin Jae-wang Corée du Sud | Shungo Tabata Japon       |
| Antalya  | Oh Jin-hyek Corée du Sud   | Juan Rene Serrano Mexique | Zhang Jianping Chine      |
| Medellín | Dai Xiaoxiang Chine        | Jeff Henckels Luxembourg  | Zhang Jianping Chine      |
| Wrocław  | Lee Seung-yun Corée du Sud | Jin Jae-wang Corée du Sud | Im Dong-hyun Corée du Sud |

### Classique féminin
| Lieu     | Or                      | Argent                  | Bronze                     |
| -------- | ----------------------- | ----------------------- | -------------------------- |
| Shanghai | Yun Ok-hee Corée du Sud | Deepika Kumari Inde     | Joo Hyun-jung Corée du Sud |
| Antalya  | Cui Yuanyuan Chine      | Yun Ok-hee Corée du Sud | Ki Bo-bae Corée du Sud     |
| Medellín | Inna Stepanova Russie   | Miranda Leek États-Unis | Cui Yuanyuan Chine         |
| Wrocław  | Yun Ok-hee Corée du Sud | Ki Bo-bae Corée du Sud  | Alejandra Valencia Mexique |

### Poulies masculin
| Lieu     | Or                            | Argent                        | Bronze                   |
| -------- | ----------------------------- | ----------------------------- | ------------------------ |
| Shanghai | Braden Gellenthien États-Unis | Martin Damsbo Danemark        | Reo Wilde États-Unis     |
| Antalya  | Patrick Laursen Danemark      | Georg Dollinger Autriche      | Martin Damsbo Danemark   |
| Medellín | Reo Wilde États-Unis          | Braden Gellenthien États-Unis | Dietmar Trillus Canada   |
| Wrocław  | Pierre Julien Deloche France  | Sergio Pagni Italie           | Alexander Dambaev Russie |

### Poulies féminin
| Lieu     | Or                          | Argent                    | Bronze                    |
| -------- | --------------------------- | ------------------------- | ------------------------- |
| Shanghai | Seok Ji-hyun Corée du Sud   | Erika Jones États-Unis    | Albina Loginova Russie    |
| Antalya  | Sara Lopez Colombie         | Seok Ji-hyun Corée du Sud | Kristina Berger Allemagne |
| Medellín | Alejandra Usquiano Colombie | Erika Jones États-Unis    | Ana Mendoza Venezuela     |
| Wrocław  | Albina Loginova Russie      | Erika Jones États-Unis    | Kristina Berger Allemagne |

### Classique masculin par équipes
| Lieu     | Or                                                        | Argent                                                           | Bronze                                                    |
| -------- | --------------------------------------------------------- | ---------------------------------------------------------------- | --------------------------------------------------------- |
| Shanghai | Corée du Sud Im Dong-hyun Lee Seung-yun Oh Jin-hyek       | Chine Dai Xiaoxiang Xing Yu Zhang Jianping                       | France Thomas Aubert Gaël Prévost Jean-Charles Valladont  |
| Antalya  | Corée du Sud Im Dong-hyun Lee Seung-yun Oh Jin-hyek       | Japon Takaharu Furukawa Shohei Ota Shungo Tabata                 | Chine Zhang Shuai Xing Yu Zhang Jianping                  |
| Medellín | Mexique Luis Álvarez Juan René Serrano Luis Eduardo Velez | Malaisie Atiq Bazil Bakri Haziq Kamaruddin Khairul Anuar Mohamad | États-Unis Brady Ellison Jake Kaminski Jacob Wukie        |
| Wrocław  | Corée du Sud Im Dong-hyun Lee Seung-yun Oh Jin-hyek       | États-Unis Brady Ellison Jake Kaminski Joe Fanchin               | Mexique Luis Álvarez Juan René Serrano Luis Eduardo Velez |

### Classique féminin par équipes
| Lieu     | Or                                                  | Argent                                                       | Bronze                                                       |
| -------- | --------------------------------------------------- | ------------------------------------------------------------ | ------------------------------------------------------------ |
| Shanghai | Taipei chinois Lin Fang-Yu Tan Ya-Ting Wu Chia-Hung | Ukraine Victoriya Koval Anastasia Pavlova Lidiia Sichenikova | Corée du Sud Chang Hye-jin Joo Hyun-jung Ki Bo-bae           |
| Antalya  | Corée du Sud Chang Hye-jin Yun Ok-hee Ki Bo-bae     | Japon Yuki Hayashi (ja) Ayano Kato Kaori Kawanaka            | Ukraine Victoriya Koval Anastasia Pavlova Lidiia Sichenikova |
| Medellín | Inde Rimil Buriuly Deepika Kumari Bombayla Devi     | Chine Cheng Ming Cui Yuanyuan Xú Jīng                        | États-Unis Michelle Gilbert Miranda Leek Khatuna Lorig       |
| Wrocław  | Inde Rimil Buriuly Deepika Kumari Bombayla Devi     | Corée du Sud Chang Hye-jin Joo Hyun-jung Ki Bo-bae           | Danemark Carina Christiansen Maja Jager Anne Marie Laursen   |

### Classique mixte par équipes
| Lieu     | Or                                     | Argent                                 | Bronze                                    |
| -------- | -------------------------------------- | -------------------------------------- | ----------------------------------------- |
| Shanghai | États-Unis Brady Ellison Khatuna Lorig | Inde Deepika Kumari Jayanta Talukdar   | Corée du Sud Chang Hye-jin Oh Jin-hyek    |
| Antalya  | Chine Cui Yuanyuan Xing Yu             | Corée du Sud Ki Bo-bae Lee Seung-yun   | Mexique Aida Roman Juan Rene Serrano      |
| Medellín | Chine Dai Xiaoxiang Xú Jīng            | États-Unis Brady Ellison Khatuna Lorig | Inde Atanu Das Deepika Kumari             |
| Wrocław  | Corée du Sud Yun Ok-hee Oh Jin-hyek    | Italie Mauro Nespoli Natalia Valeeva   | Taipei chinois Chen Hsin-Fu Lin Shih-Chia |

### Poulies masculin par équipes
| Lieu     | Or                                                              | Argent                                                     | Bronze                                                          |
| -------- | --------------------------------------------------------------- | ---------------------------------------------------------- | --------------------------------------------------------------- |
| Shanghai | États-Unis Braden Gellenthien Reo Wilde Rodger Willett Jr.      | Italie Luigi Dragoni Bovini Mauro Sergio Pagni             | Corée du Sud Choi Yong-hee Min Lihong Yang Youngho              |
| Antalya  | Danemark Martin Damsbo Stephan Hansen Patrick Laursen           | États-Unis Braden Gellenthien Reo Wilde Rodger Willett Jr. | France Pierre Julien Deloche Christophe Doussot Dominique Genet |
| Medellín | France Pierre Julien Deloche Christophe Doussot Dominique Genet | États-Unis Braden Gellenthien Reo Wilde Rodger Willett Jr. | Inde Rajat Chauhan Ratan Singh Khuraijam Sandeep Kumar          |
| Wrocław  | États-Unis Braden Gellenthien Reo Wilde Dave Cousins            | Afrique du Sud DP Bierman Gabriel Badenhorst Patrick Roux  | Corée du Sud Choi Yong-hee Min Lihong Kim Jongho                |

### Poulies féminin par équipes
| Lieu     | Or                                                      | Argent                                               | Bronze                                                           |
| -------- | ------------------------------------------------------- | ---------------------------------------------------- | ---------------------------------------------------------------- |
| Shanghai | Corée du Sud Choi Bomin Seo Jung-hee Seok Ji-hyun       | États-Unis Carli Cochran Erika Jones Jamie Van Natta | Inde Trisha Deb Gagandeep Kaur Lily Chanu P                      |
| Antalya  | Colombie Sara Lopez Maja Marcen Alejandra Usquiano      | États-Unis Carli Cochran Erika Jones Jamie Van Natta | Russie Viktoria Balzhanova Svetlana Cherkashneva Albina Loginova |
| Medellín | États-Unis Carli Cochran Erika Jones Brittany Lorenti   | Colombie Sara Lopez Maja Marcen Alejandra Usquiano   | Venezuela Luzmary Guedez Jhoaneth Leal Ana Mendoza               |
| Wrocław  | Italie Anastasia Anastasio Laura Longo Marcella Tonioli | États-Unis Carli Cochran Erika Jones Tristan Skarvan | Corée du Sud Choi Bomin Seo Jung Hee Seok Ji Hyun                |

### Poulies mixte par équipes
| Lieu     | Or                                        | Argent                                   | Bronze                                 |
| -------- | ----------------------------------------- | ---------------------------------------- | -------------------------------------- |
| Shanghai | États-Unis Braden Gellenthien Erika Jones | Corée du Sud Min Lihong Yip Pui-lam      | Italie Sergio Pagni Marcella Tonioli   |
| Antalya  | Italie Sergio Pagni Marcella Tonioli      | Inde Rajat Chauhan Manjudha Soy          | Canada Dietmar Trillus Ashley Wallace  |
| Medellín | Italie Sergio Pagni Marcella Tonioli      | Danemark Martin Damsbo Camilla Soemod    | Belgique Michael Cauwe Sarah Prieels   |
| Wrocław  | États-Unis Braden Gellenthien Erika Jones | Russie Alexander Dambaev Albina Loginova | Pays-Bas Peter Elzinga Inge Van Caspel |

## La finale
En finale, seules les épreuves individuelles et mixtes dans les catégories arc classique et arc poulies sont disputées.

### Qualification des archers
À la fin des étapes de qualifications, les 7 meilleurs archers les mieux classés des quatre étapes dans chaque catégories seront sélectionnés pour participer à la finale. Un archer du pays organisateur a automatiquement une place pour la finale.
Cependant, il existe une limite de deux archers du même pays dans chaque catégorie.
Pour les épreuves mixtes, la meilleure équipe des qualifications disputera la finale contre l'équipe du pays organisateur de la finale. Dans le cas où la première équipe et celle du pays organisateur, c'est la seconde équipe qui sera sélectionnée.
| Rang | Nom                   | Points |
| ---- | --------------------- | ------ |
| 1    | Oh Jin-hyek           | 65     |
| 2    | Lee Seung-yun         | 50     |
| 3    | Jin Jae-wang          | 42     |
| 4    | Mauro Nespoli         | 39     |
| 5    | Zhang Jianping        | 36     |
| 6    | Brady Ellison         | 35     |
| 7    | Im Dong-hyun          | 33     |
| 8    | Dai Xiaoxiang         | 25     |
| 8    | Khairul Anuar Mohamad | 25     |
| 10   | Jeff Henckels         | 21     |
| 10   | Juan Rene Serrano     | 21     |

| Rang | Nom                | Points |
| ---- | ------------------ | ------ |
| 1    | Yun Ok-hee         | 71     |
| 2    | Joo Hyun-jung      | 48     |
| 3    | Deepika Kumari     | 45     |
| 4    | Ki Bo-bae          | 44     |
| 5    | Cui Yuanyuan       | 43     |
| 6    | Inna Stepanova     | 40     |
| 7    | Aida Roman         | 33     |
| 8    | Alejandra Valencia | 23     |
| 9    | Miranda Leek       | 21     |
| 10   | Ana Maria Rendon   | 20     |

| Rang | Nom                   | Points |
| ---- | --------------------- | ------ |
| 1    | Braden Gellenthien    | 61     |
| 2    | Reo Wilde             | 56     |
| 3    | Martin Damsbo         | 54     |
| 4    | Sergio Pagni          | 36     |
| 5    | Pierre Julien Deloche | 30     |
| 5    | Patrick Laursen       | 30     |
| 7    | Dominique Genet       | 28     |
| 8    | Dave Cousins          | 25     |
| 8    | Min Li-hong           | 25     |
| 10   | Rajat Chauhan         | 23     |
| 10   | Choi Yong-hee         | 23     |

| Rang | Nom                | Points |
| ---- | ------------------ | ------ |
| 1    | Erika Jones        | 63     |
| 2    | Albina Loginova    | 56     |
| 3    | Sara Lopez         | 53     |
| 4    | Seok Ji-hyun       | 51     |
| 5    | Kristina Berger    | 41     |
| 6    | Alejandra Usquiano | 37     |
| 7    | Pascale Lebecque   | 33     |
| 7    | Choi Bomin         | 33     |
| 9    | Youn So-jung       | 25     |
| 10   | Linda Ochoa        | 22     |
| 10   | Sophie Dodemont    | 22     |

| Rang | Pays         | Points |
| ---- | ------------ | ------ |
| 1    | Corée du Sud | 38     |
| 2    | Chine        | 32     |
| 2    | États-Unis   | 32     |
| 4    | Mexique      | 29     |
| 5    | Inde         | 22     |

| Rang | Pays         | Points |
| ---- | ------------ | ------ |
| 1    | Italie       | 44     |
| 2    | États-Unis   | 37     |
| 3    | Mexique      | 21     |
| 4    | Russie       | 20     |
| 5    | Corée du Sud | 16     |

### Classique masculin
|  | Quarts-de-finale          | Quarts-de-finale  |                   |                   | Demi-finales           | Demi-finales |  |  | Finale            | Finale |
|  | Quarts-de-finale          | Quarts-de-finale  |                   |                   | Demi-finales           | Demi-finales |  |  | Finale            | Finale |
|  |                           |                   |                   |                   |                        |              |  |  |                   |        |
|  |                           |                   |                   |                   |                        |              |  |  |                   |        |
|  |                           |                   |                   |                   |                        |              |  |  |                   |        |
|  | Oh Jin-hyek (1)           | 6                 |                   |                   |                        |              |  |  |                   |        |
|  | Oh Jin-hyek (1)           | 6                 |                   |                   |                        |              |  |  |                   |        |
|  | Gaël Prevost (8)          | 5                 |                   |                   |                        |              |  |  |                   |        |
|  | Gaël Prevost (8)          | 5                 | Oh Jin-hyek (1)   | 6                 |                        |              |  |  |                   |        |
|  |                           |                   | Oh Jin-hyek (1)   | 6                 |                        |              |  |  |                   |        |
|  |                           | Brady Ellison (5) | 2                 |                   |                        |              |  |  |                   |        |
|  | Brady Ellison (5)         | Brady Ellison (5) | 2                 | 6                 |                        |              |  |  |                   |        |
|  | Brady Ellison (5)         |                   |                   | 6                 |                        |              |  |  |                   |        |
|  | Zhang Jianping (4)        | 2                 |                   |                   |                        |              |  |  |                   |        |
|  | Zhang Jianping (4)        | 2                 | Oh Jin-hyek (1)   | 7                 |                        |              |  |  |                   |        |
|  |                           |                   | Oh Jin-hyek (1)   | 7                 |                        |              |  |  |                   |        |
|  |                           | Dai Xiaoxiang (6) | 3                 |                   |                        |              |  |  |                   |        |
|  | Mauro Nespoli (3)         | Dai Xiaoxiang (6) | 3                 | 2                 |                        |              |  |  |                   |        |
|  | Mauro Nespoli (3)         |                   |                   | 2                 |                        |              |  |  |                   |        |
|  | Dai Xiaoxiang (6)         | 6                 |                   |                   |                        |              |  |  |                   |        |
|  | Dai Xiaoxiang (6)         | 6                 | Dai Xiaoxiang (6) | 7                 |                        |              |  |  |                   |        |
|  |                           |                   | Dai Xiaoxiang (6) | 7                 | Match pour la 3e place |              |  |  |                   |        |
|  |                           | Lee Seung-yun (2) | 3                 |                   |                        |              |  |  |                   |        |
|  | Khairul Anuar Mohamad (7) | Lee Seung-yun (2) | 3                 | 3                 |                        |              |  |  |                   |        |
|  | Khairul Anuar Mohamad (7) |                   |                   | 3                 |                        |              |  |  |                   |        |
|  | Lee Seung-yun (2)         | 7                 |                   | Brady Ellison (5) | 6                      |              |  |  |                   |        |
|  | Lee Seung-yun (2)         | 7                 |                   | Brady Ellison (5) | 6                      |              |  |  |                   |        |
|  |                           |                   |                   |                   |                        |              |  |  | Lee Seung-yun (2) | 5      |
|  |                           |                   |                   |                   |                        |              |  |  | Lee Seung-yun (2) | 5      |

### Classique féminin
|  | Quarts-de-finale       | Quarts-de-finale       |                    |                  | Demi-finales           | Demi-finales |  |  | Finale                 | Finale |
|  | Quarts-de-finale       | Quarts-de-finale       |                    |                  | Demi-finales           | Demi-finales |  |  | Finale                 | Finale |
|  |                        |                        |                    |                  |                        |              |  |  |                        |        |
|  |                        |                        |                    |                  |                        |              |  |  |                        |        |
|  |                        |                        |                    |                  |                        |              |  |  |                        |        |
|  | Yun Ok-hee (1)         | 6                      |                    |                  |                        |              |  |  |                        |        |
|  | Yun Ok-hee (1)         | 6                      |                    |                  |                        |              |  |  |                        |        |
|  | Cyrielle Cotry (8)     | 0                      |                    |                  |                        |              |  |  |                        |        |
|  | Cyrielle Cotry (8)     | 0                      | Yun Ok-hee (1)     | 7                |                        |              |  |  |                        |        |
|  |                        |                        | Yun Ok-hee (1)     | 7                |                        |              |  |  |                        |        |
|  |                        | Cui Yuanyuan (4)       | 3                  |                  |                        |              |  |  |                        |        |
|  | Inna Stepanova (5)     | Cui Yuanyuan (4)       | 3                  | 4                |                        |              |  |  |                        |        |
|  | Inna Stepanova (5)     |                        |                    | 4                |                        |              |  |  |                        |        |
|  | Cui Yuanyuan (4)       | 6                      |                    |                  |                        |              |  |  |                        |        |
|  | Cui Yuanyuan (4)       | 6                      | Yun Ok-hee (1)     | 6                |                        |              |  |  |                        |        |
|  |                        |                        | Yun Ok-hee (1)     | 6                |                        |              |  |  |                        |        |
|  |                        | Deepika Kumari (3)     | 4                  |                  |                        |              |  |  |                        |        |
|  | Deepika Kumari (3)     | Deepika Kumari (3)     | 4                  | 7                |                        |              |  |  |                        |        |
|  | Deepika Kumari (3)     |                        |                    | 7                |                        |              |  |  |                        |        |
|  | Aida Roman (6)         | 1                      |                    |                  |                        |              |  |  |                        |        |
|  | Aida Roman (6)         | 1                      | Deepika Kumari (3) | 6                |                        |              |  |  |                        |        |
|  |                        |                        | Deepika Kumari (3) | 6                | Match pour la 3e place |              |  |  |                        |        |
|  |                        | Alejandra Valencia (7) | 5                  |                  |                        |              |  |  |                        |        |
|  | Alejandra Valencia (7) | Alejandra Valencia (7) | 5                  | 6                |                        |              |  |  |                        |        |
|  | Alejandra Valencia (7) |                        |                    | 6                |                        |              |  |  |                        |        |
|  | Joo Hyun-jung (2)      | 2                      |                    | Cui Yuanyuan (4) | 6                      |              |  |  |                        |        |
|  | Joo Hyun-jung (2)      | 2                      |                    | Cui Yuanyuan (4) | 6                      |              |  |  |                        |        |
|  |                        |                        |                    |                  |                        |              |  |  | Alejandra Valencia (7) | 4      |
|  |                        |                        |                    |                  |                        |              |  |  | Alejandra Valencia (7) | 4      |

### Classique mixte par équipes
L'équipe de Corée du Sud composée de Oh Jin-hyek et Yun Ok-hee s'impose contre l'équipe de France composée de Cyrielle Cotry et Gaël Prevost sur le score de 152 à 140.

### Poulies masculin
|  | Quarts-de-finale          | Quarts-de-finale    |                        |                  | Demi-finales           | Demi-finales |  |  | Finale              | Finale |
|  | Quarts-de-finale          | Quarts-de-finale    |                        |                  | Demi-finales           | Demi-finales |  |  | Finale              | Finale |
|  |                           |                     |                        |                  |                        |              |  |  |                     |        |
|  |                           |                     |                        |                  |                        |              |  |  |                     |        |
|  |                           |                     |                        |                  |                        |              |  |  |                     |        |
|  | Braden Gellenthien (1)    | 148                 |                        |                  |                        |              |  |  |                     |        |
|  | Braden Gellenthien (1)    | 148                 |                        |                  |                        |              |  |  |                     |        |
|  | Min Li-hong (8)           | 147                 |                        |                  |                        |              |  |  |                     |        |
|  | Min Li-hong (8)           | 147                 | Braden Gellenthien (1) | 146              |                        |              |  |  |                     |        |
|  |                           |                     | Braden Gellenthien (1) | 146              |                        |              |  |  |                     |        |
|  |                           | Sergio Pagni (4)    | 144                    |                  |                        |              |  |  |                     |        |
|  | Pierre Julien Deloche (5) | Sergio Pagni (4)    | 144                    | 146              |                        |              |  |  |                     |        |
|  | Pierre Julien Deloche (5) |                     |                        | 146              |                        |              |  |  |                     |        |
|  | Sergio Pagni (4)          | 149                 |                        |                  |                        |              |  |  |                     |        |
|  | Sergio Pagni (4)          | 149                 | Braden Gellenthien (1) | 141 T9           |                        |              |  |  |                     |        |
|  |                           |                     | Braden Gellenthien (1) | 141 T9           |                        |              |  |  |                     |        |
|  |                           | Martin Damsbo (3)   | 141 T10                |                  |                        |              |  |  |                     |        |
|  | Martin Damsbo (3)         | Martin Damsbo (3)   | 141 T10                | 143              |                        |              |  |  |                     |        |
|  | Martin Damsbo (3)         |                     |                        | 143              |                        |              |  |  |                     |        |
|  | Patrick Laursen (6)       | 141                 |                        |                  |                        |              |  |  |                     |        |
|  | Patrick Laursen (6)       | 141                 | Martin Damsbo (3)      | 147              |                        |              |  |  |                     |        |
|  |                           |                     | Martin Damsbo (3)      | 147              | Match pour la 3e place |              |  |  |                     |        |
|  |                           | Dominique Genet (7) | 143                    |                  |                        |              |  |  |                     |        |
|  | Dominique Genet (7)       | Dominique Genet (7) | 143                    | 145              |                        |              |  |  |                     |        |
|  | Dominique Genet (7)       |                     |                        | 145              |                        |              |  |  |                     |        |
|  | Reo Wilde (2)             | 142                 |                        | Sergio Pagni (4) | 147                    |              |  |  |                     |        |
|  | Reo Wilde (2)             | 142                 |                        | Sergio Pagni (4) | 147                    |              |  |  |                     |        |
|  |                           |                     |                        |                  |                        |              |  |  | Dominique Genet (7) | 142    |
|  |                           |                     |                        |                  |                        |              |  |  | Dominique Genet (7) | 142    |

### Poulies féminin
|  | Quarts-de-finale       | Quarts-de-finale       |                        |                  | Demi-finales           | Demi-finales |  |  | Finale              | Finale |
|  | Quarts-de-finale       | Quarts-de-finale       |                        |                  | Demi-finales           | Demi-finales |  |  | Finale              | Finale |
|  |                        |                        |                        |                  |                        |              |  |  |                     |        |
|  |                        |                        |                        |                  |                        |              |  |  |                     |        |
|  |                        |                        |                        |                  |                        |              |  |  |                     |        |
|  | Erika Jones (1)        | 146                    |                        |                  |                        |              |  |  |                     |        |
|  | Erika Jones (1)        | 146                    |                        |                  |                        |              |  |  |                     |        |
|  | Sophie Dodemont (8)    | 135                    |                        |                  |                        |              |  |  |                     |        |
|  | Sophie Dodemont (8)    | 135                    | Erika Jones (1)        | 144              |                        |              |  |  |                     |        |
|  |                        |                        | Erika Jones (1)        | 144              |                        |              |  |  |                     |        |
|  |                        | Seok Ji-hyun (4)       | 142                    |                  |                        |              |  |  |                     |        |
|  | Kristina Berger (5)    | Seok Ji-hyun (4)       | 142                    | 141 T9           |                        |              |  |  |                     |        |
|  | Kristina Berger (5)    |                        |                        | 141 T9           |                        |              |  |  |                     |        |
|  | Seok Ji-hyun (4)       | 141 T9                 |                        |                  |                        |              |  |  |                     |        |
|  | Seok Ji-hyun (4)       | 141 T9                 | Erika Jones (1)        | 142              |                        |              |  |  |                     |        |
|  |                        |                        | Erika Jones (1)        | 142              |                        |              |  |  |                     |        |
|  |                        | Alejandra Usquiano (6) | 143                    |                  |                        |              |  |  |                     |        |
|  | Sara Lopez (3)         | Alejandra Usquiano (6) | 143                    | 143 T9           |                        |              |  |  |                     |        |
|  | Sara Lopez (3)         |                        |                        | 143 T9           |                        |              |  |  |                     |        |
|  | Alejandra Usquiano (6) | 143 T10                |                        |                  |                        |              |  |  |                     |        |
|  | Alejandra Usquiano (6) | 143 T10                | Alejandra Usquiano (6) | 144              |                        |              |  |  |                     |        |
|  |                        |                        | Alejandra Usquiano (6) | 144              | Match pour la 3e place |              |  |  |                     |        |
|  |                        | Albina Loginova (2)    | 140                    |                  |                        |              |  |  |                     |        |
|  | Pascale Lebecque (7)   | Albina Loginova (2)    | 140                    | 138              |                        |              |  |  |                     |        |
|  | Pascale Lebecque (7)   |                        |                        | 138              |                        |              |  |  |                     |        |
|  | Albina Loginova (2)    | 140                    |                        | Seok Ji-hyun (4) | 141                    |              |  |  |                     |        |
|  | Albina Loginova (2)    | 140                    |                        | Seok Ji-hyun (4) | 141                    |              |  |  |                     |        |
|  |                        |                        |                        |                  |                        |              |  |  | Albina Loginova (2) | 142    |
|  |                        |                        |                        |                  |                        |              |  |  | Albina Loginova (2) | 142    |

### Poulies mixte par équipes
L'équipe de France composée de Pierre Julien Deloche et Pascale Lebecque s'impose contre l'équipe d'Italie composée de Sergio Pagni et Marcella Tonioli sur le score de 157 à 155.

## Classements des nations
| Rang | Pays         | Points | Drapeau de la République populaire de Chine | Drapeau de la Turquie | Drapeau de la Colombie | Drapeau de la Pologne |
| ---- | ------------ | ------ | ------------------------------------------- | --------------------- | ---------------------- | --------------------- |
| 1    | Corée du Sud | 923    | 341                                         | 252                   | -                      | 330                   |
| 2    | États-Unis   | 757    | 208                                         | 116                   | 268                    | 165                   |
| 3    | Italie       | 346    | 121                                         | 61                    | 52                     | 112                   |
| 4    | France       | 305    | 36                                          | 86                    | 123                    | 60                    |
| 5    | Inde         | 288    | 72                                          | 33                    | 113                    | 70                    |
| 6    | Chine        | 285    | 42                                          | 90                    | 153                    | -                     |
| 7    | Mexique      | 283    | 31                                          | 73                    | 108                    | 71                    |
| 8    | Russie       | 254    | 30                                          | 82                    | 47                     | 95                    |
| 9    | Colombie     | 230    | -                                           | 70                    | 115                    | 45                    |
| 10   | Danemark     | 184    | 21                                          | 88                    | 44                     | 31                    |